# 99 Luftballons
A 99 Luftballons egy hidegháború-korabeli tiltakozó dal, amelyet Nena német énekesnő és zenekara szerzett. Az eredeti, német dalszövegű számot később angol nyelven újra felvették, 99 Red Balloons néven.
Ez a dal a német zeneipar egyik legsikeresebb terméke szerte a világon.
A 99 Luftballons 1983-ban első lett a nyugatnémet slágerlistán. 1984-ben az amerikai Billboard Top 100-as listán a második helyet szerezte meg. Az angol verzió a brit UK Singles Charts listán végzett az élen.
Amikor az USA-ban debütált, a legtöbb amerikai rádiós a zeneszámot helytelenül, az angol kiejtésnek megfelelően "Ninety-nine Luftballoons"-ként említette. A helyes, német kiejtés szerint a dal címe Neunundneunzig Luftballons.
Magyar nyelvterületen az eredeti, német kiejtés terjedt el.
A magyarra fordított cím, 99 Léggömb/lufi/ nem igazán terjedt el a köztudatban.

## A dal története
Carlo Karges, Nena zenekarának gitárosa egy The Rolling Stones-koncerten léggömbök eregetésére lett figyelmes. Amíg a lufik végigúsztak a látóhatáron, repülés közben egy űrhajót formáztak.
Mind a német, mind az angol verzió 99 szálló léggömbről szól, amik egy apokaliptikus katonai megtorlás indítását jelzik. A zenét Uwe Fahrenkrog-Petersen, Nena zenekarának billentyűse szerezte, a német dalszöveg Karges-nek köszönhető. Angolra Kevin McAlea fordította. Az angol átirat még az eredetinél is szatirikusabb hangot üt meg.
A nyugati társadalmak mindkét változatot előszeretettel hallgatják.
A dal történelmi hátterében az USA és a Szovjetunió fokozódó stratégiai és propaganda vetélkedése áll, a hidegháború idején. Az USA 1984 januárjában új fejlesztésű Pershing II rakétákat telepített az NSZK területére, ezzel válaszolva a szovjet SS-20-as nukleáris rakétára, amely Nyugat-Európa ellen irányult.
A következő hónapban jelent meg a dal, 3 hétig vezetve a brit zenei toplistát. Az USA-ban szokatlan módon a német verzió volt sikeresebb, 2. helyen állt a Billboard Hot 100-on. 1984. március 26-án a RIAA-nál aranylemez lett, 500 000 eladott lemez után. 1961 óta ez volt az első német szerzemény, amely az amerikai listákon a top 10-be tudott kerülni. A rádiók mind a mai napig játsszák mind a német, mind az angol változatot.
Az első videóklipet egy berlini koncert anyagából készítették el. Pár hónappal később a hollandiai Harskamp katonai központban újraforgatták. Az angol változat kiadásával egyidőben jelent meg a 2 felvételből kombinált videóklip.
Nenának nem volt más világhírű száma, ezért általában egyslágeres előadónak tekintik. A brit Channel 4 tv-csatorna "Az 50 legjobb egyslágeres mű" listáján a 2., a VH1 zenecsatorna 100-as listáján pedig a 10. helyre került. A VH1 73. helyre rangsorolta a "80-as évek legjobb dalai" listán.
Az amerikai VH1 Classic kábelcsatorna a Katrina hurrikán idején jótékonysági felhívásában lehetővé tette, hogy a legtöbbet adakozó által választott számot 1 órán keresztül, folyamatosan ismételve lejátsszák. A 35 000 dollárt adakozó győztes néző jóvoltából 1 teljes órán át Nena 99 Luftballons, illetve 99 Red Balloons című szerzeményét vetítették le. Ez 2006. március 26-án, nyugat-amerikai idő szerint délután 2:00 és 3:00 között történt meg.

## Feldolgozások
A művet rengeteg zenei előadó dolgozta fel, többek között a 7 Seconds, Five Iron Frenzy, Me First and the Gimme Gimmes, Goldfinger, Siobhan DuVall, Nofx, Angry Salad, The Fabulous Rudies, Gothic Sluts, Inc., The Jetpack Escapee Scene, metal cover by Leo Moracchioli, Coffee Shop Rumours, Radio Cult, The Peter Pan Complex és Chase Elaine.
Több filmben is felcsendül a dal, többek között a Már megint egy dilis amcsi film és az Eurotúra.
A Scrubs című amerikai vígjátéksorozat is felhasználta a művet egyik epizódjában (2. évad 20. rész).
A Gran Turismo 3: A-Spec című videójátékban az angol változat, míg a Grand Theft Auto: Vice Cityben az eredeti, német nyelvű dal hallható.
Részben e dal, illetve általában a német újhullám paródiája az Irigy Hónaljmirigy Die Neue Punk ist Borzalom c. dala.